# Mots japonais d'origine néerlandaise

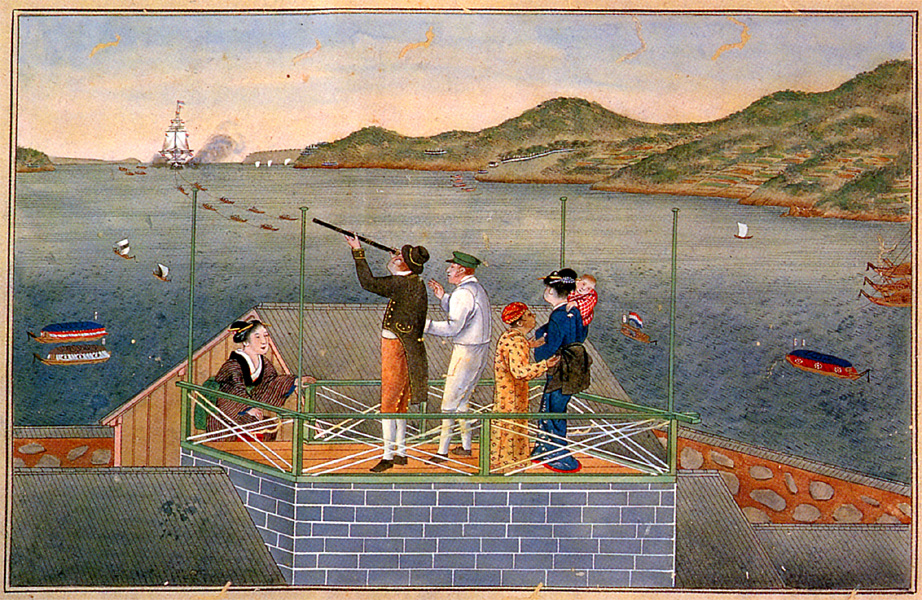
Ukiyo-e de Kawahara Keiga: Arrivée d'un navire hollandais (蘭船入港図): Philipp Franz von Siebold à Dejima en utilisant un teresukoppu (télescope) avec sa femme japonaise O'Taki San et sa toute petite fille O'Iné.

Les mots japonais d'origine néerlandaise ont commencé à se développer quand la Compagnie néerlandaise des Indes orientales a ouvert un comptoir commercial à Hirado en 1609 au Japon. En 1640, le comptoir a été transféré à Dejima, les Néerlandais étaient alors les seuls occidentaux permis à accéder au Japon jusqu'en 1854, au cours de la période d'isolement du Japon.
De nombreux échanges se sont produits, menant le Japon à étudier les sciences occidentales connu sous le nom de rangaku (蘭学), ou « études hollandais » où le « ran » (蘭) dans rangaku vient de « Oranda » le mot japonais désignant la Hollande, tandis que le « gaku » (学) est d'origine sino-japonaise et signifie « étude ». Ainsi, certains termes néerlandais ont été adoptées dans la langue japonaise. On pense qu'il s'agit d'environ 3 000 mots, particulièrement dans les domaines technique et scientifique. Environ 160 mots d'origine hollandaise sont encore utilisés dans le japonais standard.
| Mot japonais (rōmaji) | Mot japonais (kanji ou kana)      | Equivalent néerlandais | Termes français | Détails |
| --------------------- | --------------------------------- | ---------------------- | --------------- | --- |
| arukari               | アルカリ                          | alkali                 | alcali          | De l'arabe, via le néerlandais.                                                                            |
| arukōru               | アルコール                        | alcohol                | alcool          | De l'arabe, via le néerlandais.                                                                            |
| asubesto              | アスベスト                        | asbest                 | amiante         | Du grec, via le néerlandais.                                                                               |
| bīru                  | ビール, 麦酒 (jukujikun)          | bier                   | bière           | |
| bisuketto             | ビスケット                        | beschuit               | biscuit         | Renforcement du portugais biscoito.                                                                        |
| bōru                  | ボール                            | boor                   | perceuse        | Après 1720.                                                                                                |
| buriki                | ブリキ                            | blik                   | étain           | |
| capitan               | カピタン                          | kapitein               | capitaine       | |
| chifusu               | チフス                            | tyfus                  | typhus          | |
| dontaku               | ドンタク                          | zondag                 | dimanche        | Signifie "Chien malin" à Tottori, "Stupide" à Hiroshima.                                                   |
| doronken              | ドロンケン                        | dronken                | ivre            | |
| ekisu                 | エキス                            | extract                | extrait         | |
| erekishiteito         | エレキシテイト                    | electriciteit          | électricité     | Vieillot (remplacé par 電気).                                                                              |
| erekiteru             | エレキテル                        | elekiter               |                 | Genre de générateur d'électricité statique utilisé pour des expériences sur l'électricité au XVIIIe siècle |
| ēteru                 | エーテル                          | ether                  | éther           | Du grec, via le néerlandais.                                                                               |
| garasu                | ガラス, 硝子 (jukujikun)          | glas                   | verre           | |
| gasu                  | ガス                              | gas                    | gaz             | |
| giganjima             | ギガンジマ                        | gingang                | Guingan         | |
| giyaman               | ギヤマン                          | diamant                | diamant         | |
| gomu                  | ゴム                              | gom                    | gomme           | |
| gorofukuren           | ゴロフクレン                      | grofgrein              | gros-grain      | |
| ham                   | ハム                              | ham                    | jambon          | |
| hatoron               | ハトロン                          | patroon                | mécène          | |
| henrūda               | ヘンルーダ                        | wijnruit               | rue officinale  | |
| hetto                 | ヘット                            | vet                    | suif            | |
| hukku                 | フック                            | haak                   | crochet         | |
| infuruenza            | インフルエンザ                    | influenza              | grippe          | Après 1720                                                                                                 |
| inki                  | インキ                            | inkt                   | encre           | |
| kamitsure             | カミツレ                          | kamille                | camomille       | Après 1720.                                                                                                |
| kantera               | カンテラ                          | Candela                | candela         | |
| karan                 | カラン                            | kraan                  | robinet         | |
| kari                  | カリ                              | kalium                 | potassium       | |
| karuki                | カルキ                            | calcium                | calcium         | |
| katēteru              | カテーテル                        | katheter               | cathéter        | Du grec, via le néerlandais                                                                                |
| kechin                | ケチン                            | ketting                | chaîne          | Après 1720. Vieillot (replacé par 鎖).                                                                     |
| kiruku ou koruku ?    | キルク                            | kurk                   | liège           | |
| kōhī                  | コーヒー, 珈琲 (ateji, jukujikun) | koffie                 | café            | |
| kokku                 | コック                            | kok                    | cuisinier       | |
| koppu                 | コップ                            | kop                    | coupe           | Renforcement du portugais copo.                                                                            |
| konpasu               | コンパス                          | kompas                 | boussole        | |
| korera                | コレラ                            | cholera                | choléra         | |
| kureosōto             | クレオソート                      | creosoot               | créosote        | |
| madorosu              | マドロス                          | matroos                | marin           | |
| masuto                | マスト                            | mast                   | mât             | |
| mesu                  | メス                              | mes                    | bistouri        | Après 1720                                                                                                 |
| moruhine              | モルヒネ                          | morfine                | morphine        | Après 1720.                                                                                                |
| morumotto             | モルモット                        | marmot                 | cochon d'inde   | |
| oburāto               | オブラート                        | oblaat                 | oblat           | |
| orugōru               | オルゴール                        | orgel                  | orgue           | |
| otenba                | お転婆/オテンバ (ateji)           | ontembaar              | indomptable     | |
| penki                 | ペンキ                            | pek                    | peinture        | |
| pesuto                | ペスト                            | pest                   | peste noire     | Après 1720                                                                                                 |
| pinto                 | ピント                            | punt                   | foyer           | |
| pisutoru              | ピストル                          | pistool                | pistolet        | |
| ponpu                 | ポンプ                            | pomp                   | pompe           | Après 1720.                                                                                                |
| randoseru             | ランドセル                        | ransel                 | sac à dos       | |
| ranpu                 | ランプ                            | lamp                   | lampe           | |
| retoruto              | レトルト                          | retort                 | cornue          | |
| renzu                 | レンズ                            | lens                   | lentille        | |
| safuran               | サフラン                          | saffraan               | safran          | |
| saten                 | サテン                            | satijn                 | satin           | |
| seimi                 | セイミ                            | chemie                 | chimie          | Vieillot, remplacé par 化学                                                                                |
| shian                 | シアン                            | cyaan                  | cyan            | |
| shiroppu              | シロップ                          | siroop                 | sirop           | |
| sukoppu               | スコップ                          | schop                  | bêche, pelle    | |
| supoito               | スポイト                          | spuit                  | seringue        | |
| tarumomētoru          | タルモメートル                    | thermometer            | thermomètre     | Du grec, via le néerlandais. Après 1720. Vieillot (remplacé par 体温計)                                    |
| teresukoppu           | テレスコップ                      | telescoop              | télescope       | Du grec, via le néerlandais. Après 1720                                                                    |
| yojiumu               | ヨジウム                          | jodium                 | iode            | |
| zukku                 | ズック                            | doek                   | toile           | |